# Malons
Malons est une ancienne commune française du Gard. En 1816, elle fusionne avec la commune d'Elze, pour former la nouvelle commune de Malons-et-Elze.

## Toponymie
Malons vient de l'occitan malon (prononcé "maloun"), du roman malon, bas latin malonum, sans doute d'un nom de personne gallo-romain, Mallo.

## Démographie
| 1793 | 1800 | 1806 |
| ---- | ---- | ---- |
| 858  | 598  | 967  |